# Camí de la Pobla de Segur (Aramunt)
El Camí de la Pobla de Segur és una pista rural que discorre pel terme municipal de Conca de Dalt, a l'antic terme d'Aramunt), al Pallars Jussà.
Té el seu punt de partença a l'extrem de ponent de les Eres, al nord-oest de l'església parroquial actual de la vila. Des d'aquell lloc surt cap a ponent per damunt i al nord de lo Reclot i al sud de Serrats. En arribar al cementiri de la vila trenca cap al nord-oest, deixant cap a ponent el Camí de Cap de Rans, passa pel costat de la Borda de Queralt, travessa el barranc dels Clops i el Camí del Cementiri, i per la partida de l'Abadal arriba a la Casanova. A continuació travessa la partida de Santa Maria d'Horta i el barranc de Sant Pou, i després de fer un ample revolt, s'adreça a la vora del pantà de Sant Antoni, on troba el Camí de la Pobla de Segur al Llac.